# Ochna ovata
Ochna ovata är en tvåhjärtbladig växtart som beskrevs av F. Hoffm.. Ochna ovata ingår i släktet Ochna och familjen Ochnaceae. Inga underarter finns listade i Catalogue of Life.